# Travis Frederick
Travis Frederick (Sharon, 18 marzo 1991) è un ex giocatore di football americano statunitense che ha militato nel ruolo di centro per i Dallas Cowboys della National Football League. Fu scelto nel corso del primo giro (31º assoluto) del Draft NFL 2013. Al college giocò a football all’Università del Wisconsin-Madison.

## Carriera professionistica

### Dallas Cowboys
Considerato il miglior centro disponibile nel Draft 2013, Frederick fu scelto come 31º assoluto dai Dallas Cowboys. Il 25 giugno firmò un contratto quadriennale del valore di 6,87 milioni di dollari (5,52 milioni garantiti). Debuttò come professionista partendo come titolare nella vittoria della settimana 1 sui New York Giants. La sua prima stagione regolare fu superiore alle attese, diventando un perno della linea offensiva della squadra e disputando tutte le 16 gare come titolare. Nella successiva fu convocato per il primo Pro Bowl in carriera e inserito nel Second-team All-Pro dopo avere bloccato per DeMarco Murray che stabilì un record di franchigia di 1.845 yard corse, battendo il primato di Emmitt Smith che resisteva da 19 anni.
Nella sua terza stagione, Frederick continuò a giocare ad alti livelli convocato per il secondo Pro Bowl in carriera ed inserito nel Second-team All-Pro. Il 13 agosto 2016 firmò coi Cowboys un rinnovo contrattuale di sei anni per un valore di 56,4 milioni di dollari che lo rese il centro più pagato della lega. A fine stagione fu convocato per il terzo Pro Bowl consecutivo e inserito nel First-team All-Pro.
Il 23 marzo 2020 Frederick annunciò il ritiro.

## Palmarès
- Convocazioni al Pro Bowl: 5

2014, 2015, 2016, 2017, 2019
- First-team All-Pro: 1

2016
- Second-team All-Pro: 2

2014, 2015
- PFWA All-Rookie Team - 2013